# Junge Schicksale/Episodenliste
Diese Liste enthält alle Filme der US-amerikanischen Filmreihe Junge Schicksale, sortiert nach der US-amerikanischen Erstausstrahlung. Insgesamt wurden zwischen Oktober 1972 und Januar 1997 156 Filme in 25 Staffeln produziert, die in den USA wöchentlich ausgestrahlt wurden. Die Erstausstrahlung in Deutschland fand ab Anfang 1997 auf RTL statt. So wurden vier der Filme in Deutschland, neben 8 Filmen aus der Reihe CBS Schoolbreak Specials, auf RTL gezeigt.

## Übersicht
| Staffel | Episodenanzahl | Erstausstrahlung USA | Erstausstrahlung USA |
| Staffel | Episodenanzahl | Staffelpremiere      | Staffelfinale        |
| ------- | -------------- | -------------------- | -------------------- |
| 1       | 6              | 4. Oktober 1972      | 5. Juni 1974         |
| 2       | 7              | 15. Juli 1973        | 23. April 1975       |
| 3       | 7              | 22. September 1974   | 23. April 1975       |
| 4       | 7              | 8. Oktober 1975      | 19. Mai 1976         |
| 5       | 6              | 6. Oktober 1976      | 6. April 1977        |
| 6       | 7              | 12. Oktober 1977     | 5. Mai 1978          |
| 7       | 7              | 27. September 1978   | 9. Mai 1979          |
| 8       | 7              | 26. September 1979   | 19. März 1980        |
| 9       | 7              | 24. September 1980   | 18. März 1981        |
| 10      | 7              | 23. September 1981   | 7. April 1982        |
| 11      | 8              | 22. September 1982   | 30. März 1983        |
| 12      | 7              | 28. September 1983   | 18. April 1984       |
| 13      | 7              | 19. September 1984   | 1. Mai 1985          |
| 14      | 7              | 11. September 1985   | 19. März 1986        |
| 15      | 8              | 19. September 1986   | 3. Juni 1987         |
| 16      | 6              | 9. September 1987    | 16. März 1988        |
| 17      | 7              | 15. September 1988   | 20. April 1989       |
| 18      | 6              | 14. September 1989   | 19. April 1990       |
| 19      | 5              | 13. September 1990   | 21. März 1991        |
| 20      | 4              | 18. September 1991   | 16. April 1992       |
| 21      | 4              | 1. Oktober 1992      | 15. April 1993       |
| 22      | 4              | 16. September 1993   | 2. Juni 1994         |
| 23      | 5              | 15. September 1994   | 25. Mai 1995         |
| 24      | 6              | 21. September 1995   | 11. Juni 1996        |
| 25      | 4              | 12. September 1996   | 23. Januar 1997      |

## Staffel 1
| Nr. (ges.) | Nr. (St.) | Deutscher Titel | Originaltitel                                             | Erstausstrahlung USA | Regie                         | Drehbuch                                                                               |
| ---------- | --------- | --------------- | --------------------------------------------------------- | -------------------- | ----------------------------- | -------------------------------------------------------------------------------------- |
| 1          | 1         | -               | The Last of the Curlews                                   | 4. Okt. 1972         | Joseph Barbera, William Hanna | Fred Bodsworth (Roman), Jameson Brewer (Geschichte)                                    |
| 2          | 2         | -               | Follow the North Star                                     | 1. Nov. 1972         |                               |                                                                                        |
| 3          | 3         | -               | Santiago's Ark                                            | 6. Dez. 1972         | Albert Waller                 | Albert Waller                                                                          |
| 4          | 4         | -               | William: The Life, Works and Times of William Shakespeare | 3. Jan. 1973         | Ian MacNaughton               | James Ivory & Ruth Prawer Jhabvala (Drehbuch), William Shakespeare (Ursprungsmaterial) |
| 5          | 5         | -               | The Incredible, Indelible, Magical Physical, Mystery Trip | 7. Feb. 1973         | Herbert Klynn, Jim Gates      | Guy Fraumeni (Erfinder), Larry Spiegel (Drehbuch)                                      |
| 6          | 6         | -               | Alexander                                                 | 4. Apr. 1973         | Mel Ferber                    | Jan Hartman, Larry Spiegel                                                             |

## Staffel 2
| Nr. (ges.) | Nr. (St.) | Deutscher Titel      | Originaltitel                                      | Erstausstrahlung USA | Regie              | Drehbuch                                                                                     |
| ---------- | --------- | -------------------- | -------------------------------------------------- | -------------------- | ------------------ | -------------------------------------------------------------------------------------------- |
| 7          | 1         | Das Spiel des Jahres | Rookie of the Year                                 | 15. Juli 1973        | Larry Elikann      | Gloria Banta & Patricia Nardo (Drehbuch), Isabella Taves (Roman)                             |
| 8          | 2         | -                    | My Dad Lives in a Downtown Hotel                   | 23. Nov. 1973        | Jeremy Kagan       | Elinor Karpf & Steven Karpf (Drehbuch), Peggy Mann (Roman)                                   |
| 9          | 3         | -                    | Pssst! Hammerman's After You!                      | 6. Dez. 1972         | Jack Regas         | Betsy Byars (Roman), Bob Rodgers                                                             |
| 10         | 4         | -                    | Cyrano                                             | 6. März 1974         | Charles A. Nichols | Harvey Bullock (Adaptation), Edmond Rostand (Theaterstück), Leonard Spigelgass (Übersetzung) |
| 11         | 5         | -                    | Runaways                                           | 27. März 1974        | John Florea        | Clyde Ware                                                                                   |
| 12         | 6         | -                    | The Magical Mystery Trip Through Little Red's Head | 15. Mai 1974         | Herbert Klynn      | Larry Spiegel                                                                                |
| 13         | 7         | -                    | The Crazy Comedy Concert                           | 5. Juni 1974         | Alan Handley       | Duane Poole                                                                                  |

## Staffel 3
| Nr. (ges.) | Nr. (St.) | Deutscher Titel                    | Originaltitel                           | Erstausstrahlung USA | Regie          | Drehbuch                                     |
| ---------- | --------- | ---------------------------------- | --------------------------------------- | -------------------- | -------------- | -------------------------------------------- |
| 14         | 1         | -                                  | Sara's Summer of the Swans              | 22. Sep. 1974        | James B. Clark | Betsy Byars (Roman), Bob Rodgers (Drehbuch)  |
| 15         | 2         | -                                  | The Bridge of Adam Rush                 | 23. Okt. 1974        | Larry Elikann  | Lee Kalcheim                                 |
| 16         | 3         | -                                  | Winning and Losing: Diary of a Campaign | 6. Nov. 1974         | Richard Slote  | Richard Slote                                |
| 17         | 4         | -                                  | The Toothpaste Millionaire              | 27. Nov. 1974        | Richard Kinon  | Ronald Rubin                                 |
| 18         | 5         | -                                  | The Skating Rink                        | 5. Feb. 1975         | Larry Elikann  | Mildred Lee (Roman), Bob Rodgers             |
| 19         | 6         | -                                  | Santiago's America                      | 19. Feb. 1975        | Albert Waller  | Albert Waller                                |
| 20         | 7         | Das Doppelleben der Jackie Dearing | The Secret Life of T.K. Dearing         | 23. Apr. 1975        | Harry Harris   | Jean Robinson (Buch), Bob Rodgers (Drehbuch) |

## Staffel 4
| Nr. (ges.) | Nr. (St.) | Deutscher Titel | Originaltitel                              | Erstausstrahlung USA | Regie         | Drehbuch                                                                |
| ---------- | --------- | --------------- | ------------------------------------------ | -------------------- | ------------- | ----------------------------------------------------------------------- |
| 21         | 1         | -               | It Must Be Love Cause I Feel So Dumb       | 8. Okt. 1975         | Arthur Barron | Arthur Barron                                                           |
| 22         | 2         | -               | Fawn Story                                 | 22. Okt. 1975        | Larry Elikann | Tony Kayden                                                             |
| 23         | 3         | -               | The Shaman's Last Raid                     | 19. Nov. 1975        | Wes Kenney    | Betty Baker (Roman), Alfred Lewis Levitt & Helen Levitt (Drehbuchautor) |
| 24         | 4         | -               | The Amazing Cosmic Awareness of Duffy Moon | 4. Feb. 1976         | Larry Elikann | Thomas Baum, Jean Robinson (Drehbuch)                                   |
| 25         | 5         | -               | Me and Dad's New Wife                      | 5. Feb. 1975         | Larry Elikann | Gloria Banta & Patricia Nardo (Drehbuchautor), Stella Pevsner (Roman)   |
| 26         | 6         | -               | Blind Sunday                               | 21. Apr. 1976        | Larry Elikann | Arthur Barron, Fred Pressburger                                         |
| 27         | 7         | -               | Dear Lovey Hart: I Am Desperate            | 19. Mai 1976         | Larry Elikann | Ellen Conford (Roman), Bob Rodgers (Drehbuch)                           |

## Staffel 5
| Nr. (ges.) | Nr. (St.) | Deutscher Titel | Originaltitel                        | Erstausstrahlung USA | Regie              | Drehbuch                                                                 |
| ---------- | --------- | --------------- | ------------------------------------ | -------------------- | ------------------ | ------------------------------------------------------------------------ |
| 28         | 1         | -               | Francesca, Baby                      | 6. Okt. 1976         | Larry Elikann      | Bob Rodgers (Drehbuch), Joan Oppenheimer (Roman)                         |
| 29         | 2         | -               | P.J. and the President's Son         | 10. Nov. 1976        | Larry Elikann      | Thomas Baum                                                              |
| 30         | 3         | -               | Mighty Moose and the Quarterback Kid | 1. Dez. 1976         | Tony Frangakis     | Gerald Gardner, Kay Cousins Johnson (Drehbuch), Jeff Millar (Geschichte) |
| 31         | 4         | -               | My Mom's Having a Baby               | 16. Feb. 1977        | Larry Elikann      | Susan Fichter Kennedy, Elaine Evans Rushnell                             |
| 32         | 5         | -               | The Horrible Honchos                 | 9. März 1977         | Larry Elikann      | Thomas Baum (Drehbuch), Emily Cheney Neville (Roman)                     |
| 33         | 6         | -               | Very Good Friends                    | 6. Apr. 1977         | Richard C. Bennett | Arthur Heinemann (Drehbuch), Constance Greene (Roman)                    |

## Staffel 6
| Nr. (ges.) | Nr. (St.) | Deutscher Titel | Originaltitel                             | Erstausstrahlung USA | Regie              | Drehbuch                                                     |
| ---------- | --------- | --------------- | ----------------------------------------- | -------------------- | ------------------ | ------------------------------------------------------------ |
| 34         | 1         | -               | Hewitt's Just Different                   | 12. Okt. 1977        | Larry Elikann      | Jan Hartman                                                  |
| 35         | 2         | -               | The Pinballs                              | 26. Okt. 1977        | Richard C. Bennett | Betsy Byars (Roman), Jim Inman (Drehbuch)                    |
| 36         | 3         | -               | Michel's Mixed-Up Musical Bird            | 1. Feb. 1978         | Michel Legrand     | Michel Legrand, George A. Mendoza, Duane Poole, Dick Robbins |
| 37         | 4         | -               | It Isn't Easy Being a Teenage Millionaire | 8. März 1978         | Richard C. Bennett | Jim Inman                                                    |
| 38         | 5         | -               | The Rag Tag Champs                        | 22. März 1978        | Virgil W. Vogel    | E. Jack Kaplan, Alfred Slote (Roman)                         |
| 39         | 6         | -               | Mom and Dad Can't Hear Me                 | 5. Apr. 1978         | Larry Elikann      | Irma Reichert, Daryl Warner                                  |
| 40         | 7         | -               | It's a Mile from Here to Glory            | 5. Mai 1978          | Richard C. Bennett | Durrell Royce Crays (Roman), Robert C. Lee (Drehbuch)        |

## Staffel 7
| Nr. (ges.) | Nr. (St.) | Deutscher Titel | Originaltitel              | Erstausstrahlung USA | Regie            | Drehbuch                                             |
| ---------- | --------- | --------------- | -------------------------- | -------------------- | ---------------- | ---------------------------------------------------- |
| 41         | 1         | -               | One of a Kind              | 27. Sep. 1978        | Harry Winer      | Marjorie L. Sigley, Harry Winer                      |
| 42         | 2         | -               | A Home Run for Love        | 11. Okt. 1978        | Robert Lieberman | Barbara Cohen (Roman), Arthur Heinemann (Drehbuch)   |
| 43         | 3         | -               | Gaucho                     | 25. Okt. 1978        | Robert Lieberman | Gloria Gonzalez (Roman), Arthur Heinemann (Drehbuch) |
| 44         | 4         | -               | Dinky Hocker               | 12. Dez. 1978        | Tom Blank        | Howard Rayfiel                                       |
| 45         | 5         | -               | Make Believe Marriage      | 14. Feb. 1979        | Robert Fuest     | Jeffrey Kindley                                      |
| 46         | 6         | -               | The Terrible Secret        | 5. März 1979         | Larry Elikann    | George Malko                                         |
| 47         | 7         | -               | Seven Wishes of a Rich Kid | 9. Mai 1979          | Larry Elikann    | Jeffrey Kindley                                      |

## Staffel 8
| Nr. (ges.) | Nr. (St.) | Deutscher Titel | Originaltitel                                   | Erstausstrahlung USA | Regie                  | Drehbuch                                                 |
| ---------- | --------- | --------------- | ----------------------------------------------- | -------------------- | ---------------------- | -------------------------------------------------------- |
| 48         | 1         | -               | Which Mother Is Mine?                           | 26. Sep. 1979        | Arthur Allan Seidelman | Durrell Royce Crays (Drehbuch), Joan Oppenheimer (Roman) |
| 49         | 2         | -               | A Movie Star's Daughter                         | 10. Okt. 1979        | Robert Fuest           | Jeffrey Kindley                                          |
| 50         | 3         | -               | A Special Gift                                  | 24. Okt. 1979        | Arthur Allan Seidelman | Durrell Royce Crays (Roman), Marcia L. Simon (Drehbuch)  |
| 51         | 4         | -               | The Late Great Me! Story of a Teenage Alcoholic | 14. Nov. 1979        | Anthony Lover          | Jan Hartman, Sandra Scoppettone (Roman)                  |
| 52         | 5         | -               | The Heartbreak Winner                           | 13. Feb. 1980        | Bruce Malmuth          | Michael Bonadies (Roman), Durrell Royce Crays (Drehbuch) |
| 53         | 6         | -               | Where Do Teenagers Come From?                   | 5. März 1980         | Larry Elikann          |                                                          |
| 54         | 7         | -               | What Are Friends For?                           | 19. März 1980        | Stephen Gyllenhaal     | Mildred Ames (Roman), Durrell Royce Crays (Drehbuch)     |

## Staffel 9
| Nr. (ges.) | Nr. (St.) | Deutscher Titel                         | Originaltitel             | Erstausstrahlung USA | Regie                  | Drehbuch                                                 |
| ---------- | --------- | --------------------------------------- | ------------------------- | -------------------- | ---------------------- | -------------------------------------------------------- |
| 55         | 1         | -                                       | A Family of Strangers     | 24. Sep. 1980        | Robert Fuest           | Len Jenkin, Jeffrey Kindley                              |
| 56         | 2         | -                                       | Schoolboy Father          | 15. Okt. 1980        | Arthur Allan Seidelman | Durrell Royce Crays (Drehbuch), Jeannette Eyerly (Roman) |
| 57         | 3         | -                                       | The Gymnast               | 28. Okt. 1980        | Larry Elikann          | Durrell Royce Crays                                      |
| 58         | 4         | -                                       | Stoned                    | 12. Nov. 1981        | John Herzfeld          | John Herzfeld                                            |
| 59         | 5         | -                                       | A Matter of Time          | 11. Feb. 1981        | Arthur Allan Seidelman | Paul W. Cooper                                           |
| 60         | 6         | Bedauern hilft nicht weiter (ZDF, 1983) | Run, Don't Walk           | 4. März 1981         | John Herzfeld          | Durrell Royce Crays                                      |
| 61         | 7         | -                                       | My Mother Was Never a Kid | 18. März 1981        | Robert Fuest           | Jeffrey Kindley (Roman), Francine Pascal (Drehbuch)      |

## Staffel 10
| Nr. (ges.) | Nr. (St.) | Deutscher Titel | Originaltitel                    | Erstausstrahlung USA | Regie                  | Drehbuch                                                                             |
| ---------- | --------- | --------------- | -------------------------------- | -------------------- | ---------------------- | ------------------------------------------------------------------------------------ |
| 62         | 1         | -               | She Drinks a Little              | 23. Sep. 1981        | Arthur Allan Seidelman | Paul W. Cooper (Drehbuch), Anne Snyder (Buch)                                        |
| 63         | 2         | -               | Starstruck                       | 14. Okt. 1981        | Claude Kerven          | Marisa Gioffre                                                                       |
| 64         | 3         | -               | Tough Girl                       | 28. Okt. 1981        | Robert C. Thompson     | Paul W. Cooper (Drehbuch), Paul R. Hunter Jr. (Drehbuch), Barbara Morgenroth (Roman) |
| 65         | 4         | -               | The Color of Friendship          | 11. Nov. 1981        | Stan Lathan            | Johnny Dawkins, Nancy Garden (Roman)                                                 |
| 66         | 5         | -               | The Unforgivable Secret          | 10. Feb. 1982        | Alexander Grasshoff    | Hila Colman (Roman), Durrell Royce Crays (Drehbuch)                                  |
| 67         | 6         | -               | Daddy, I'm Their Mama Now        | 3. März 1982         | Jeff Bleckner          | Betsy Byars (Roman), Durrell Royce Crays                                             |
| 68         | 7         | -               | Sometimes I Don't Love My Mother | 7. Apr. 1982         | Alexander Grasshoff    | Carolyn Miller, Daryl Warner                                                         |

## Staffel 11
| Nr. (ges.) | Nr. (St.) | Deutscher Titel | Originaltitel                               | Erstausstrahlung USA | Regie              | Drehbuch                                    |
| ---------- | --------- | --------------- | ------------------------------------------- | -------------------- | ------------------ | ------------------------------------------- |
| 69         | 1         | -               | Amy & the Angel                             | 22. Sep. 1982        | Ralph Rosenblum    | Bruce Harmon, Harold Peters                 |
| 70         | 2         | -               | Between Two Loves                           | 27. Okt. 1982        | Robert C. Thompson | Paul W. Cooper, Sandra Peden Miller (Roman) |
| 71         | 3         | -               | A Very Delicate Matter                      | 10. Nov. 1982        | Claude Kerven      | Marisa Gioffre                              |
| 72         | 4         | -               | Please Don't Hit Me, Mom                    | 19. Jan. 1983        | Gwen Arner         | Sydney Julien, Jeri Taylor                  |
| 73         | 5         | -               | The Woman Who Willed a Miracle              | 9. Feb. 1982         | Sharron Miller     | Arthur Heinemann                            |
| 74         | 6         | -               | Have You Ever Been Ashamed of Your Parents? | 16. März 1983        | Harry Harris       | Carolyn Miller, Daryl Warner                |
| 76         | 7         | -               | But It's Not My Fault                       | 22. März 1983        | Victor Lobl        | Ray Cunneff, Sydney Julien, Jeri Taylor     |
| 77         | 8         | Die Welle       | The Wave                                    | 30. März 1983        |                    |                                             |

## Staffel 12
| Nr. (ges.) | Nr. (St.) | Deutscher Titel | Originaltitel                         | Erstausstrahlung USA | Regie               | Drehbuch                                                    |
| ---------- | --------- | --------------- | ------------------------------------- | -------------------- | ------------------- | ----------------------------------------------------------- |
| 78         | 1         | -               | It's No Crush, I'm in Love            | 28. Sep. 1983        | Mark Cullingham     | Judy Engles                                                 |
| 79         | 2         | -               | The Hand Me Down Kid                  | 19. Okt. 1983        | Robert Mandel       | Judy Engles, Francine Pascal (Roman)                        |
| 80         | 3         | -               | The Celebrity and the Arcade Kid      | 19. Nov. 1983        | Fern Field          | Virginia L. Carter, Fern Field, Michael McGreevey           |
| 81         | 4         | Riskante Tour   | Andrea's Story: A Hitchhiking Tragedy | 7. Dez. 1983         | Robert Mandel       | Paul W. Cooper, Gloria D. Miklowitz (Roman)                 |
| 82         | 5         | -               | The Great Love Experiment             | 8. Feb. 1984         | Claudia Weill       | Jeffrey Kindley                                             |
| 83         | 6         | -               | Backwards: The Riddle of Dyslexia     | 7. März 1984         | Alexander Grasshoff | Arthur Heinemann (Drehbuch), Franklin Thompson (Geschichte) |
| 84         | 7         | -               | The Hero Who Couldn't Read            | 18. Apr. 1984        | Robert Chenault     | Johnny Dawkins, Adoley Odunton                              |

## Staffel 13
| Nr. (ges.) | Nr. (St.) | Deutscher Titel | Originaltitel           | Erstausstrahlung USA | Regie               | Drehbuch                                        |
| ---------- | --------- | --------------- | ----------------------- | -------------------- | ------------------- | ----------------------------------------------- |
| 85         | 1         | -               | Summer Switch           | 19. Sep. 1984        | Ken Kwapis          | Bruce Harmon, Mary Rodgers (Roman)              |
| 86         | 2         | -               | Out of Step             | 10. Okt. 1984        | Jeffrey Hornaday    | Richard Glatzer                                 |
| 87         | 3         | -               | The Almost Royal Family | 24. Okt. 1984        | Claude Kerven       | Jeffrey Kindley                                 |
| 88         | 4         | -               | Mom's on Strike         | 14. Nov. 1984        | Joan Darling        | Judy Engles                                     |
| 89         | 5         | -               | I Want to Go Home       | 13. Feb. 1985        | Alexander Grasshoff | Jeanne Betancourt                               |
| 90         | 6         | -               | First the Egg           | 7. März 1985         | Robert C. Thompson  | Marjorie Rosen (Drehbuch), Louise Moeri (Roman) |
| 90         | 7         | -               | One Too Many            | 1. Mai 1985          | Peter Horton        | Bruce Harmon                                    |

## Staffel 14
| Nr. (ges.) | Nr. (St.) | Deutscher Titel | Originaltitel                    | Erstausstrahlung USA | Regie           | Drehbuch                                   |
| ---------- | --------- | --------------- | -------------------------------- | -------------------- | --------------- | ------------------------------------------ |
| 91         | 1         | -               | No Greater Gift                  | 11. Sep. 1985        | Anson Williams  | Josef Anderson, Fern Field, Anson Williams |
| 92         | 2         | -               | Cindy Eller: A Modern Fairy Tale | 9. Okt. 1985         | Lee Grant       | Jeffrey Kindley                            |
| 93         | 3         | -               | Don't Touch                      | 6. Nov. 1985         | Beau Bridges    | Jeanne Betancourt                          |
| 94         | 4         | -               | High School Narc                 | 4. Dez. 1985         | Claude Kerven   | Craig Storper                              |
| 95         | 5         | -               | Can a Guy Say No?                | 12. Feb. 1986        | Thomas Schlamme | Judy Engles, Todd Strasser                 |
| 96         | 6         | -               | Are You My Mother?               | 5. März 1986         | Joseph Manduke  | Jeanne Betancourt                          |
| 97         | 7         | -               | Getting Even: A Wimp's Revenge   | 19. März 1986        | James Scott     | David Hoffman, Leslie Daryl Zerg           |

## Staffel 15
| Nr. (ges.) | Nr. (St.) | Deutscher Titel      | Originaltitel                | Erstausstrahlung USA | Regie           | Drehbuch                    |
| ---------- | --------- | -------------------- | ---------------------------- | -------------------- | --------------- | --------------------------- |
| 98         | 1         | Verzweifelter Abgang | A Desperate Exit             | 19. Sep. 1986        | Martin Tahse    | Eve Bunting, Linda Elstad   |
| 99         | 2         | -                    | Wanted: The Perfect Guy      | 1. Okt. 1986         | Catlin Adams    | Mary Pleshette Willis       |
| 100        | 3         | -                    | Teen Father                  | 22. Okt. 1986        | Kevin Hooks     | Jeanne Betancourt           |
| 101        | 4         | -                    | The Gift of Amazing Grace    | 19. Nov. 1986        | Thomas Schlamme | Jerry Blatt, Dolores Morris |
| 102        | 5         | -                    | Supermom's Daughter          | 18. Feb. 1987        | Joan Darling    | Jeanne Betancourt           |
| 103        | 6         | -                    | Divorced Kids' Blues         | 4. März 1987         | Art Wolff       | Donald Margulies            |
| 104        | 7         | -                    | Class Act: A Teacher's Story | 18. März 1987        | Kevin Hooks     | Mardee Kravit               |
| 105        | 8         | -                    | Read Between the Lines       | 3. Juni 1987         | Nell Cox        | Marjorie Rosen              |

## Staffel 16
| Nr. (ges.) | Nr. (St.) | Deutscher Titel                    | Originaltitel                                       | Erstausstrahlung USA | Regie             | Drehbuch                                                            |
| ---------- | --------- | ---------------------------------- | --------------------------------------------------- | -------------------- | ----------------- | ------------------------------------------------------------------- |
| 106        | 1         | -                                  | Just a Regular Kid: An AIDS Story                   | 9. Sep. 1987         | Victoria Hochberg | Victoria Hochberg                                                   |
| 107        | 2         | Der Junge, der nie aufgeben wollte | The Kid Who Wouldn't Quit: The Brad Silverman Story | 23. Sep. 1987        | Joanna Lee        | Joanna Lee                                                          |
| 108        | 3         | -                                  | The Day My Kid Went Punk                            | 23. Okt. 1987        | Fern Field        | Fern Field                                                          |
| 109        | 4         | -                                  | Seasonal Differences                                | 2. Dez. 1987         | Tom G. Robertson  | D.J. MacHale, Linda Movish                                          |
| 110        | 5         | -                                  | Terrible Things My Mother Told Me                   | 20. Jan. 1988        | Susan Rohrer      | Christopher Whitesell, John Alan Palmer, Susan Rohrer               |
| 111        | 6         | -                                  | Daddy Can't Read                                    | 16. März 1988        | Gilbert Moses     | Gloria Gonzalez, James Pirone, Paula Sweeney, Christopher Whitesell |

## Staffel 17
| Nr. (ges.) | Nr. (St.) | Deutscher Titel | Originaltitel                    | Erstausstrahlung USA | Regie                  | Drehbuch                                         |
| ---------- | --------- | --------------- | -------------------------------- | -------------------- | ---------------------- | ------------------------------------------------ |
| 112        | 1         | -               | Date Rape                        | 15. Sep. 1988        | Jesús Salvador Treviño | Bruce Harmon, Donald MacDonald, David Perlmutter |
| 113        | 2         | -               | A Family Again                   | 15. Okt. 1988        | Camille Thomasson      | Camille Thomasson                                |
| 114        | 3         | -               | Tattle: When to Tell on a Friend | 26. Okt. 1988        | Gabrielle Beaumont     | Gabrielle Beaumont                               |
| 115        | 4         | -               | Taking a Stand                   | 19. Jan. 1989        | Sandy Smolan           | Bruce Harmon                                     |
| 116        | 5         | -               | Just Tipsy, Honey                | 16. März 1989        | Robert C. Thompson     | Linda Bergman, Martin Tahse                      |
| 117        | 6         | -               | The Cheats                       | 30. März 1989        | Fred Barzyk            | David Leslie, Caryl Rivers                       |
| 118        | 7         | -               | Torn Between Two Fathers         | 20. Apr. 1989        | Richard Masur          | Penny DuPont, Courtney Flavin, Nicky Noxon       |

## Staffel 18
| Nr. (ges.) | Nr. (St.) | Deutscher Titel        | Originaltitel                    | Erstausstrahlung USA | Regie             | Drehbuch                 |
| ---------- | --------- | ---------------------- | -------------------------------- | -------------------- | ----------------- | ------------------------ |
| 119        | 1         | Ist mein Dad verrückt? | My Dad Can't Be Crazy... Can He? | 14. Sep. 1989        | Joanna Lee        | Joanna Lee               |
| 120        | 2         | -                      | Private Affairs                  | 26. Okt. 1989        | Neal Baer         | Neal Baer, Brenda Wilson |
| 121        | 3         | -                      | A Town's Revenge                 | 30. Nov. 1989        | Helen Whitney     | Bruce Harmon             |
| 122        | 4         | -                      | All That Glitters                | 25. Jan. 1990        | Steven Schachter  | D.J. MacHale             |
| 123        | 5         | -                      | Over the Limit                   | 22. Feb. 1990        | Nancy Cooperstein | Todd Strasser            |
| 124        | 6         | -                      | The Perfect Date                 | 19. Apr. 1990        | Kristoffer Tabori | Josef Anderson           |

## Staffel 19
| Nr. (ges.) | Nr. (St.) | Deutscher Titel | Originaltitel                  | Erstausstrahlung USA | Regie         | Drehbuch                                                         |
| ---------- | --------- | --------------- | ------------------------------ | -------------------- | ------------- | ---------------------------------------------------------------- |
| 125        | 1         | -               | A Question About Sex           | 13. Sep. 1990        | Tom Skerritt  | Courtney Flavin, Beth Thompson, Tracey Thompson, Courtney Flavin |
| 126        | 2         | -               | Testing Dirty                  | 18. Okt. 1990        | Lynn Hamrick  | Bruce Harmon                                                     |
| 127        | 3         | -               | Stood Up!                      | 6. Dez. 1990         | Aviva Slesin  | Peg Haller, Bob Schneider                                        |
| 128        | 4         | -               | The Less Than Perfect Daughter | 24. Jan. 1991        | Gilbert Moses | Gordon Rayfield, Kat Smith, David Villaire                       |
| 129        | 5         | -               | It's Only Rock & Roll          | 21. März 1991        | Allen Coulter | Gordon Rayfield                                                  |

## Staffel 20
| Nr. (ges.) | Nr. (St.) | Deutscher Titel | Originaltitel                            | Erstausstrahlung USA | Regie             | Drehbuch                                         |
| ---------- | --------- | --------------- | ---------------------------------------- | -------------------- | ----------------- | ------------------------------------------------ |
| 130        | 1         | -               | In the Shadow of Love: A Teen AIDS Story | 18. Sep. 1991        | Consuelo González | Gordon Rayfield                                  |
| 131        | 2         | -               | Summer Stories: The Mall - Part 1        | 19. März 1992        | John Rubinstein   | Yan Moore, D.J. MacHale, Lisa Melamed, Kat Smith |
| 132        | 3         | -               | Summer Stories: The Mall - Part 2        | 2. Apr. 1992         | John Rubinstein   | Chuck Menville, Yan Moore                        |
| 133        | 4         | -               | Summer Stories: The Mall - Part 3        | 16. Apr. 1992        | John Rubinstein   | Yan Moore, D.J. MacHale, Kat Smith               |

## Staffel 21
| Nr. (ges.) | Nr. (St.) | Deutscher Titel | Originaltitel              | Erstausstrahlung USA | Regie                         | Drehbuch                      |
| ---------- | --------- | --------------- | -------------------------- | -------------------- | ----------------------------- | ----------------------------- |
| 134        | 1         | -               | Surviving a Break-up       | 1. Okt. 1992         | Peter Kimball                 |                               |
| 135        | 2         | -               | Shades of a Single Protein | 28. Jan. 1993        | Eamon Harrington, John Watkin |                               |
| 136        | 3         | -               | Learning Not to Hurt       | 18. März 1993        |                               |                               |
| 137        | 4         | -               | Girlfriend                 | 15. Apr. 1993        | Lloyd Kramer                  | Casey Kurtti, Bich-Nga Nguyen |

## Staffel 22
| Nr. (ges.) | Nr. (St.) | Deutscher Titel | Originaltitel         | Erstausstrahlung USA | Regie                         | Drehbuch                      |
| ---------- | --------- | --------------- | --------------------- | -------------------- | ----------------------------- | ----------------------------- |
| 138        | 1         | -               | Love Hurts            | 16. Sep. 1993        | Neal Miller                   | Ilene Cooper, Neal Miller     |
| 139        | 2         | -               | Montana Crossroads    | 9. Dez. 1993         | Clay Eide                     | Regge Bulman, Marilyn Webber  |
| 140        | 3         | -               | I Hate the Way I Look | 21. März 1994        | Joey Ford                     |                               |
| 141        | 4         | -               | Jacqui's Dilemma      | 2. Juni 1994         | Eamon Harrington, John Watkin | Eamon Harrington, John Watkin |

## Staffel 23
| Nr. (ges.) | Nr. (St.) | Deutscher Titel | Originaltitel                            | Erstausstrahlung USA | Regie             | Drehbuch                              |
| ---------- | --------- | --------------- | ---------------------------------------- | -------------------- | ----------------- | ------------------------------------- |
| 142        | 1         | -               | Boys Will Be Boys                        | 15. Sep. 1994        | Joan Van Ark      | David J. Eagle, Carol Starr Schneider |
| 143        | 2         | -               | Magical Make-Over                        | 8. Dez. 1994         | William Schreiner | Tony Blake, Paul Jackson              |
| 144        | 3         | -               | Bonnie Raitt Has Something to Talk About | 16. März 1995        |                   |                                       |
| 145        | 4         | -               | Notes for My Daughter                    | 6. Apr. 1995         | Gordon Edelstein  | Marilyn Webber                        |
| 146        | 5         | -               | Long Road Home                           | 25. Mai 1995         | Clay Eide         | Regge Bulman, Clay Eide               |

## Staffel 24
| Nr. (ges.) | Nr. (St.) | Deutscher Titel | Originaltitel                 | Erstausstrahlung USA | Regie                         | Drehbuch           |
| ---------- | --------- | --------------- | ----------------------------- | -------------------- | ----------------------------- | ------------------ |
| 147        | 1         | -               | Fast Forward                  | 21. Sep. 1995        | James Becket                  | Betty G. Birney    |
| 148        | 2         | -               | Positive: A Journey Into AIDS | 7. Dez. 1995         | Eamon Harrington, John Watkin |                    |
| 149        | 3         | -               | Just Chill                    | 16. März 1995        | Lorna Davis                   |                    |
| 150        | 4         | -               | Educating Mom                 | 14. März 1996        | Kristoffer Tabori             | Courtney Flavin    |
| 151        | 5         | -               | Daddy's Girl                  | 18. Apr. 1996        | Dianah Wynter                 | Harriet Dickey     |
| 152        | 6         | -               | Through Thick & Thin          | 11. Juni 1996        | Pamela Berlin                 | Madeline Di Maggio |

## Staffel 25
| Nr. (ges.) | Nr. (St.) | Deutscher Titel | Originaltitel            | Erstausstrahlung USA | Regie                         | Drehbuch                                         |
| ---------- | --------- | --------------- | ------------------------ | -------------------- | ----------------------------- | ------------------------------------------------ |
| 153        | 1         | -               | Too Soon for Jeff        | 12. Sep. 1996        | Victor Du Bois                | Marilyn Reynolds, Karen Kasaba, Marilyn Reynolds |
| 154        | 2         | -               | Me and My Hormones       | 24. Okt. 1996        | Melissa Gilbert               | Jeanne Romano                                    |
| 155        | 3         | -               | Teenage Confidential     | 5. Dez. 1996         | Clay Eide                     | Regge Bulman, Clay Eide                          |
| 156        | 4         | -               | Miracle at Trapper Creek | 23. Jan. 1997        | Eamon Harrington, John Watkin |                                                  |